# Imbath

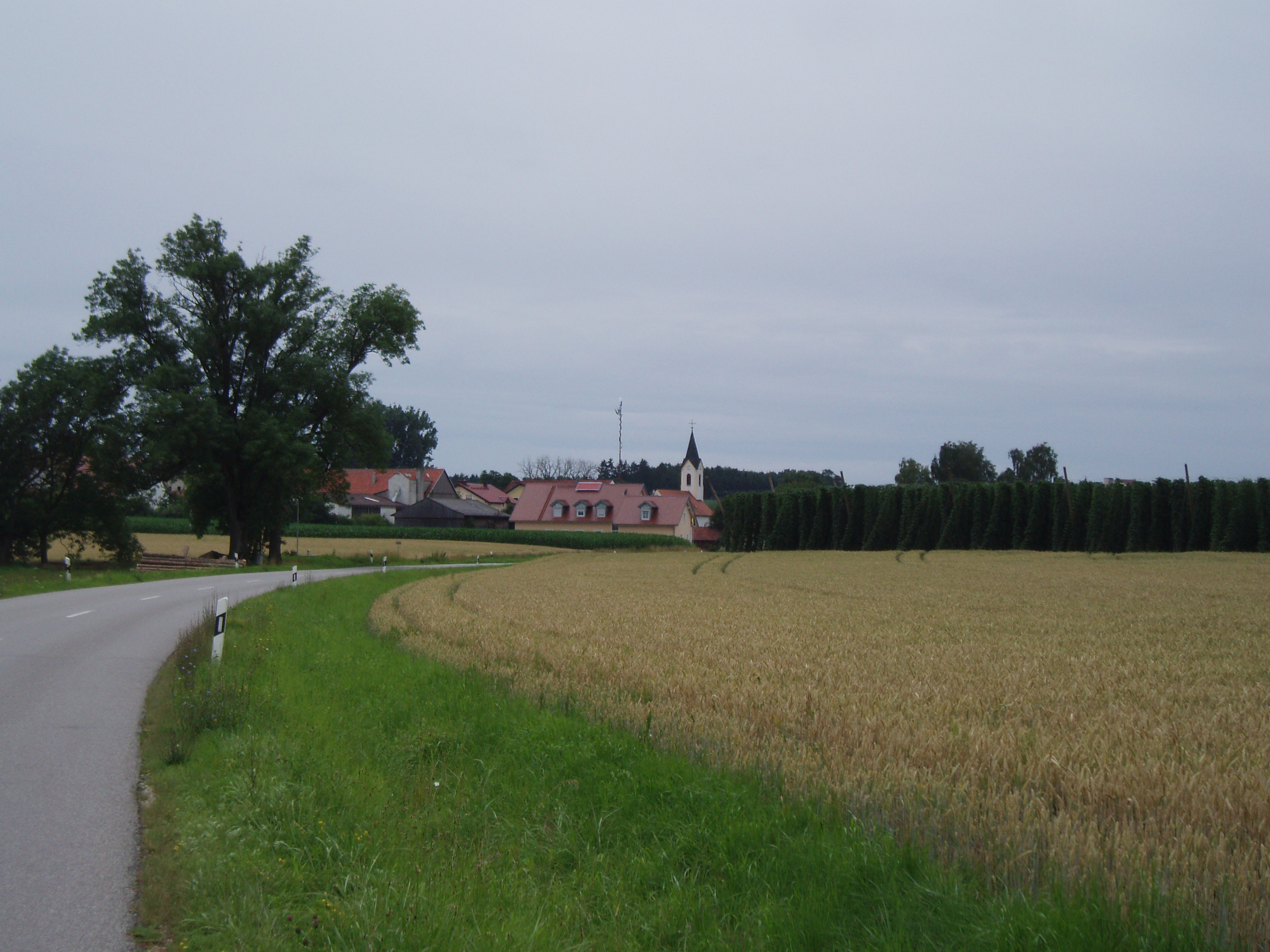
Imbath

Imbath ist ein Gemeindeteil der Gemeinde Mindelstetten im oberbayerischen Landkreis Eichstätt. Der Ortsteil hatte im Jahr 2023 97 Einwohner.

## Geschichte
Südöstlich des Kirchdorfes Imbath befinden sich Reste einer Viereckschanze der Kelten, in der Mitte der 1930er Jahre Eisenschlacke gefunden wurde.
Der Ort am äußersten Grenzsaum zwischen Altbayern und der Oberpfalz ist 822 erstmals urkundlich genannt, als Abt Richbald und seine Base Drotlinde ihren Besitz zu „Yubinpah“ dem Regensburger Kloster St. Emmeram schenken. In einer Urkunde von 865 tauscht Ambricho, Abtbischof von Regensburg, mit dem Edlen Otmar Güter zu „Ipah“; bald hat das Kloster im Ort umfangreichen Besitz. In Urkunden von 1128 und 1132 wird der Ort „Inbuint“ genannt. Auch 1353 erscheint der Ort als „Inbiunt“, er gehörte zu dieser Zeit weiterhin zum Klosterbesitz von St. Emmeram in Regensburg. 1356 heißt der Ort in einer Schenkungsurkunde des Chunrat Choll zugunsten des Ingolstädter Spitals „Inbeunt“. Im Ort gab es aber im Laufe der Zeit mehrere Grundherrschaften; so waren bei der Säkularisation 1803 noch fünf kirchliche und drei weltliche Grundherren feststellbar. 
Verwaltungsmäßig war Imbath im Lauf seiner Geschichte einem starken Wechsel unterworfen: Es gehörte zum Kelsgau, den Grafen von Ritenburg, zum Landgericht Hirschberg, (seit Mitte des 15. Jahrhunderts) zum Pflegegericht Abensberg und (seit Ende des 18. Jahrhunderts) Altmannstein und ab 1803 zum Landgericht Riedenburg. 1838 galt Imbath als kleines, aber wohlhabendes Kirchdorf „mit sehr gutem Feldbau“. 1926 kam der Ort kirchlich, schulisch und verwaltungsmäßig zu Mindelstetten.
1983 bestand der landwirtschaftlich orientierte Ort mit 74 Einwohnern aus fünf Vollerwerbs-, einem Nebenerwerbs-, einem Handwerksbetrieb und einer Reithalle; Hopfenanbau wird gepflegt. Es gibt einen Landgasthof mit Hotelbetrieb. 1964 wurde eine Flurbereinigung durchgeführt.

## Ortskirche

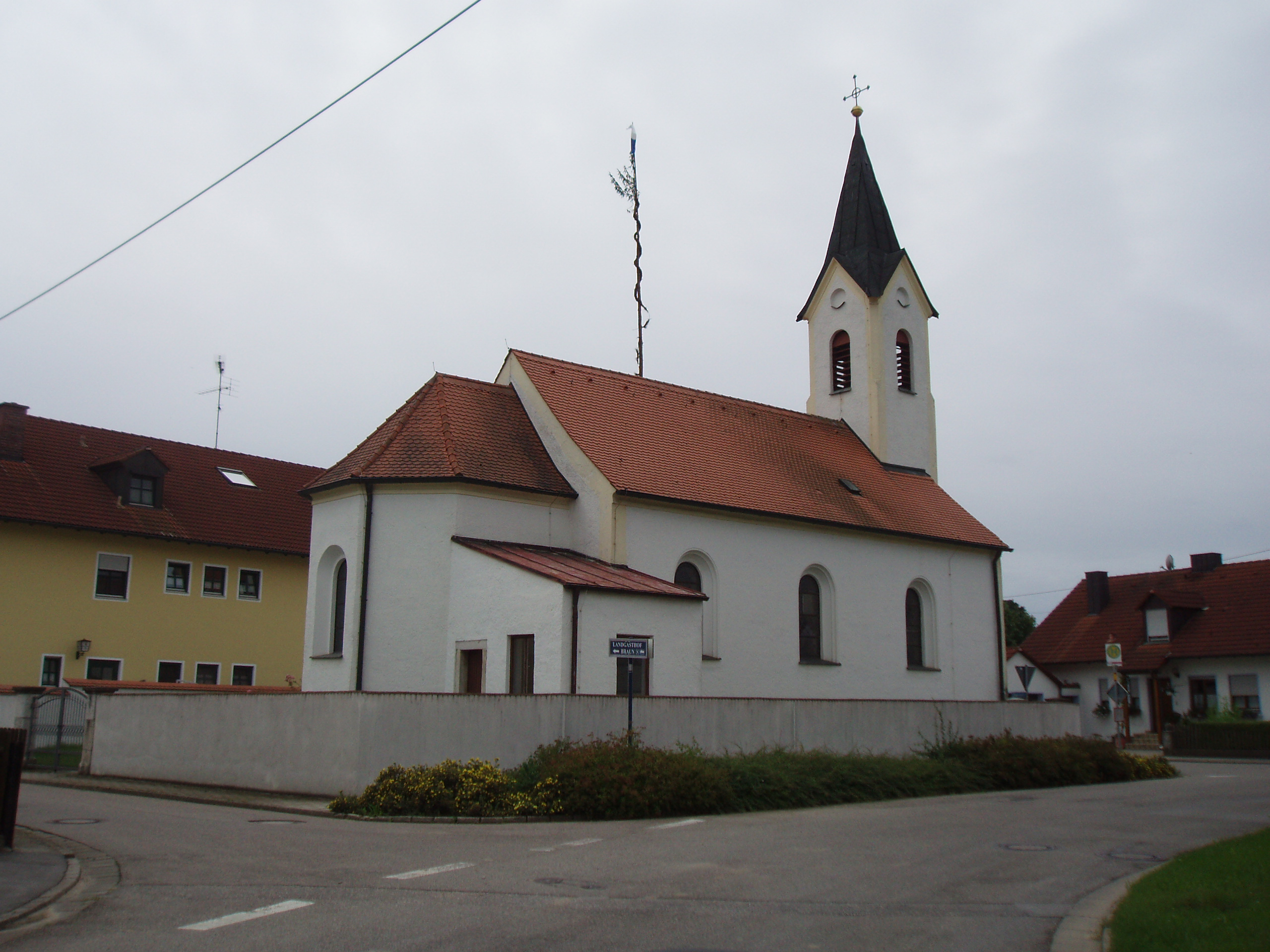
Die dem hl. Veit geweihte Kirche von Imbath

Schon 1280 stand hier eine Kirche mit dem Patron St. Veit. Das Patrozinium wechselte spätestens im 17. Jahrhundert auf St. Gertraud. 1433 wurde das Gotteshaus Nebenkirche der Pfarrei Lobsing. 1842 wurde mit einem Neubau begonnen, der zwei Jahre später konsekriert wurde. Die Kirche hat im Osten einen Dachreiter mit vier Giebeln und vierseitiger spitzer Pyramide. Die Einrichtung ist neugotisch bzw. neuromanisch. Seit 1926 ist die Ortskirche eine Filiale der Pfarrei Mindelstetten, Diözese Regensburg.